# Élections législatives malgaches de 2019
Les élections législatives malgaches de 2019 se déroulent le 27 mai 2019 afin de renouveler les 151 membres de l'Assemblée nationale de l'île de Madagascar. Le scrutin a lieu quelques mois après l'élection présidentielle ayant vu la victoire d'Andry Rajoelina.
Le scrutin voit la victoire de la coalition soutenant le président Andry Rajoelina, qui acquiert la majorité absolue des sièges

## Contexte

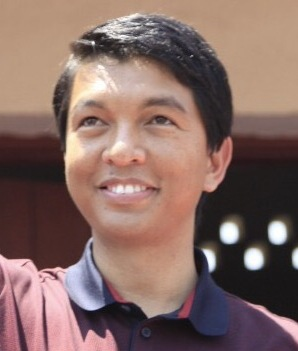
Le président Andry Rajoelina

Le 25 mai 2018, la Cour suprême donne dix jours au président Hery Rajaonarimampianina pour nommer un gouvernement d'union nationale, devant respecter le résultat des législatives de 2013, avance l'élection présidentielle malgache de 2018 à une date comprise entre mai et septembre 2018, et demande à Rajaonarimampianina de démissionner dans les soixante jours avant la présidentielle s'il souhaite se représenter.
Le 4 juin 2018, Olivier Mahafaly Solonandrasana annonce sa démission après que la Haute Cour constitutionnelle exige la nomination d'un « Premier ministre de consensus » afin de sortir de la crise politique. Le jour même, Christian Ntsay est chargé de former un gouvernement. Ce qu'il fait le 11 juin, avant d'annoncer le 29 la date de la présidentielle fixée au 7 novembre.
Lors de la présidentielle organisée fin 2018, Andry Rajoelina l'emporte au second tour sur Marc Ravalomanana par 55 % des voix. Après un recours infructueux devant la Cour constitutionnelle, ce dernier reconnait sa défaite et félicite Rajoelina, mettant fin aux vives inquiétudes dans le pays et à l'international quant à la possibilité d'une crise post électorale. La loi électorale impose alors la tenue des législatives après le scrutin présidentiel, et la date du 20 mars est avancée,,, mais la convocation des électeurs se faisant au minimum trois mois avant le scrutin, le gouvernement de transition choisit de laisser cette décision au gouvernement du président élu. Les autorités souhaitent par ailleurs attendre l’achèvement de la révision de la liste électorale, en cours depuis le 1er décembre pour une fin prévue le 15 mai 2019. Les législatives auraient lieu alors en octobre. À l'expiration du mandat des députés, le président de la République gouverne par ordonnance, à moins que leur mandat ne soit prolongé jusqu'aux prochaines élections par la Haute Cour constitutionnelle,. Le 2 février 2019, celle-ci fixe la date des élections au 27 mai suivant, en vue de former la IIe législature de la Quatrième République.

## Mode de scrutin
Madagascar est dotée d'un parlement bicaméral dont la chambre basse, l'Assemblée nationale, est composée de 151 députés élus pour un mandat de cinq ans selon un mode de scrutin parallèle.
Sont ainsi à pourvoir 87 sièges au scrutin uninominal majoritaire à un tour dans autant de circonscriptions électorales, auxquels se rajoutent 64 sièges pourvus au scrutin binominal. Ces derniers le sont via un scrutin proportionnel plurinominal de liste bloquée sans panachage ni vote préférentiel dans 32 circonscriptions de deux sièges chacune. Après dépouillement, les sièges sont répartis selon la méthode de la plus forte moyenne.
Le projet de loi organique no 07/2018 du 21 février 2018 relative à l’élection des députés à l’Assemblée nationale est étudiée à l'assemblée en février et mars 2018. Celui-ci instaure le seul scrutin uninominal majoritaire à un tour pour l'élection des députés, dont le nombre n'est alors pas encore précisé,,. Le système précédent est finalement conservé, avec 151 députés ainsi que des circonscriptions binominales pour les six districts de la capitale Antananarivo, ceux composant les chefs-lieux de Province et toutes les circonscriptions de plus de 300 000 habitants,.

## Résultats
|                           |                                                                     |            |       |        |               |  |  |  |  |
| Partis                    | Partis                                                              | Voix       | %     | Sièges | +/-           |  |  |  |  |
|                           | Nous tous, ensemble avec Andry Rajoelina (IRD)                      | 1 402 480  | 34,77 | 84     | 35            |  |  |  |  |
|                           | J'aime Madagascar (TIM)                                             | 435 740    | 10,80 | 16     | 4             |  |  |  |  |
|                           | Malagasy Tia Tanindrazana (MATITA)                                  | 48 477     | 1,20  | 1      | 1             |  |  |  |  |
|                           | Banjino ny Repoblika                                                | 33 363     | 0,83  | 0      | en stagnation |  |  |  |  |
|                           | LEADER-Fanilo                                                       | 26 030     | 0,65  | 0      | en stagnation |  |  |  |  |
|                           | Ainga Lavitra Ezaka ho an'ny Fanovana                               | 22 716     | 0,56  | 0      | en stagnation |  |  |  |  |
|                           | Dina Iombonan-Kevitra                                               | 20 889     | 0,52  | 0      | en stagnation |  |  |  |  |
|                           | Antokom-Bahoaka Malagasy                                            | 18 727     | 0,46  | 0      | en stagnation |  |  |  |  |
|                           | Malagasy Tonga Saina (MTS)                                          | 18 582     | 0,46  | 1      | en stagnation |  |  |  |  |
|                           | Refondation totale de Madagascar                                    | 18 542     | 0,46  | 0      | en stagnation |  |  |  |  |
|                           | Association pour la renaissance de Madagascar                       | 16 248     | 0,40  | 0      | en stagnation |  |  |  |  |
|                           | Union nationale pour la refondation et reconstruction de Madagascar | 15 801     | 0,39  | 0      | en stagnation |  |  |  |  |
|                           | Parti social-démocrate malgache                                     | 15 267     | 0,38  | 0      | en stagnation |  |  |  |  |
|                           | Tanora Maroantsetra Miray                                           | 15 098     | 0,37  | 0      | en stagnation |  |  |  |  |
|                           | Groupe des jeunes malgaches patriotes (GJMP)                        | 14 392     | 0,36  | 1      | 1             |  |  |  |  |
|                           | Madagasikara Vina sy Fanantenana                                    | 11 245     | 0,28  | 0      | en stagnation |  |  |  |  |
|                           | Antoka sy Dinan’ny Nosy                                             | 11 008     | 0,27  | 0      | en stagnation |  |  |  |  |
|                           | Identité, Ambition, Développement                                   | 10 411     | 0,26  | 0      | en stagnation |  |  |  |  |
|                           | Mouvement pour la démocratie à Madagascar (MDM)                     | 9 863      | 0,24  | 1      | 1             |  |  |  |  |
|                           | Fiovana Ivoaran'ny eny Ifotony                                      | 7 824      | 0,19  | 0      | en stagnation |  |  |  |  |
|                           | Groupe libéral de Madagascar                                        | 7 687      | 0,19  | 0      | en stagnation |  |  |  |  |
|                           | Mouvement national pour l'indépendance de Madagascar                | 7 194      | 0,18  | 0      | en stagnation |  |  |  |  |
|                           | Parti du congrès de l'indépendance de Madagascar                    | 5 988      | 0,15  | 0      | en stagnation |  |  |  |  |
|                           | Gasy Mifankatia                                                     | 4 301      | 0,11  | 0      | en stagnation |  |  |  |  |
|                           | Renaissance du parti social démocrate                               | 4 023      | 0,10  | 0      | en stagnation |  |  |  |  |
|                           | Fihavanan Avaradrano Mandroso                                       | 3 106      | 0,08  | 0      | en stagnation |  |  |  |  |
|                           | Parti travailliste malgache                                         | 2 863      | 0,07  | 0      | en stagnation |  |  |  |  |
|                           | Rassemblement pour le socialisme et la démocratie-Vaovao            | 2 809      | 0,07  | 1      | 1             |  |  |  |  |
|                           | Autres partis                                                       | 12 013     | 0,30  | 0      | –             |  |  |  |  |
|                           | Indépendants                                                        | 1 810 694  | 44,89 | 46     | 21            |  |  |  |  |
|                           |                                                                     |            |       |        |               |  |  |  |  |
| Suffrages exprimés        | Suffrages exprimés                                                  | 4 034 129  | 96,36 |        |               |  |  |  |  |
| Votes blancs et invalides | Votes blancs et invalides                                           | 152 598    | 3,64  |        |               |  |  |  |  |
| Total                     | Total                                                               | 4 186 727  | 100   | 151    | en stagnation |  |  |  |  |
| Abstentions               | Abstentions                                                         | 6 028 540  | 59,02 |        |               |  |  |  |  |
| Inscrits / participation  | Inscrits / participation                                            | 10 215 267 | 40,98 |        |               |  |  |  |  |

## Analyse
Le soir du scrutin, la commission électorale nationale indépendante (Céni) fait le constat d'un faible taux de participation, estimé à 31 %. Son vice-président déplore une « crise de la démocratie à Madagascar » et le « désintéressement des électeurs pour l'institution qu'est l'Assemblée nationale. ». L'annonce des résultats officiels est prévue pour le 15 juin.
Le président Rajoelina annonce néanmoins la victoire de son parti dans les jours qui s'ensuivent. Ces résultats ainsi que la régularité du scrutin sont contestés par l'opposition. La Haute Cour constitutionnelle malgache annonce les résultats définitifs le 2 juillet, confirmant la majorité absolue du parti présidentiel, la grande majorité des 667 recours étant rejetés,.